# La vuelta de Martín Fierro (película)
 La vuelta de Martín Fierro  es una película de Argentina filmada en Eastmancolor dirigida por Enrique Dawi sobre su propio guion escrito según el poema homónimo de José Hernández que se estrenó el 9 de mayo de 1974 y que tuvo como actores principales a Horacio Guarany, Onofre Lovero, Marta Cerain y Jorge Villalba. Colaboró Enrique Rapela como asesor gauchesco.

## Sinopsis
Aspectos de la vida del gaucho Martín Fierro. La película comienza cuando llega Hernández del exilio y comienza a escribir su poema. Esa es la vuelta de Hernández y a la vez La vuelta de Martín Fierro. Mientras va escribiendo su poema y va viviendo su vida, vemos al gaucho sufriendo igual que su creador. De esa manera se demuestran las vidas paralelas que representan tanto el autor del libro como su personaje. 
En el filme se  dejan de lado otros elementos humanos que como Cruz, el viejo Vizcacha o los hijos de Fierro, aparecen como laterales. Todo lo que interesa como nudo es Martín Fierro y su autor. Las historias paralelas se obvian para que no distraigan la atención sobre los protagonistas.
Aparecen en la película, tanto los hijos del gaucho, como el viejo Vizcacha, pero no son tratados como personajes, sino como actuantes en la medida que tienen relación con Martín Fierro. Solamente la cautiva, que en el argumento tiene un papel mucho más ampliado que el libro original, está tomada como personaje de apoyo.

## Realización
Esta Vuelta de Martín Fierro tuvo una característica especial, ya que rn la película aparecen tanto el gaucho, que es encarado por Horacio Guarany, como su autor José Hernández, a quien interpreta Onofre Lovero. El director, realizó la adaptación del libro original de la película. Para ello contó con el asesoramiento de Enrique Rapela (autor de la conocida historieta Fabián Leyes) para filmar las costumbres de la época y todos los detalles secundarios.
Con música del mismo Horacio Guarany, la película se rodó en Campo de Mayo, donde se ambientó un fortín del desierto. Allí se hacieron las tomas correspondientes a la vida en la frontera que tuvo que soportar Martín Fierro. De allí la filmación prosiguió en una estancia de le época, y en los paisajes del sur pampeano, donde se filmó una caza de avestruces. Todo para darle una perfecta ambientación natural a la producción.

## Reparto
- Horacio Guarany
- Onofre Lovero
- Marta Cerain
- Jorge Villalba
- Hugo Arana
- Enrique Alonso
- Susana Lanteri
- Raúl Fraire
- Rubén Tobías
- Aldo Calzetta
- Enzo Bai
- Rodolfo Machado
- Tony Vilas
- Meme Vigo
- Hugo Faletti
- Rubén Rada

## Otras versiones
En 1923 se filmó una película sin sonido titulada Martín Fierro dirigida por Rafael de los Llanos.
En 1968 apareció una versión cinematográfica del poema dirigida por Leopoldo Torre Nilsson, con Alfredo Alcón en el rol protagónico.
El 8 de noviembre de 2007 se estrenó una adaptación animada del poema titulada Martín Fierro: la película dirigida por Norman Ruiz y Liliana Romero, con guion de Horacio Grinberg y Roberto Fontanarrosa, que también aportó sus dibujos. Con Daniel Fanego en la voz de Martín Fierro, Juan Carlos Gené como Juez de Paz, Damián Contreras y Roly Serrano como Gaucho Matrero.

## Comentarios
Riz en Mayoría escribió:

”La puesta en general, adolece de poca imaginación.”

Patoruzú escribió:

”El resultado bastante pobre y bastante tedioso. De poco vale que Dawi ponga, entre discurso y cantar, algunas escenas de acción bien filmadas.”

Manrupe y Portela escriben:

”…vehículo para un cantor en su momento de mayor popularidad.”